# Городничев, Юрий Петрович
Юрий Петрович Городничев (1939—2014) — главный инженер — первый заместитель директора ракетно-космического завода — филиала Государственного космического научно-производственного центра имени М. В. Хруничева.

## Биография
Родился 31 декабря 1939 года в поселке Стаханово (ныне г. Жуковский) Московской области в семье электромонтажника Треста № 12 НКАП.
В 1944 году семья переехала жить в г. Тушино.
После окончания школы в 1957 году работал медником (жестянщиком) на заводе № 82.
С 1958 г. по 1964 г. учился в Московском авиационном институте им. С. Орджоникидзе по специальности «Летательные аппараты».
После окончания института в марте 1964 г. и до своей смерти в октябре 2014 г. работал на Заводе имени Хруничева.
- 1964—1966 Инженер-конструктор в отделе Главного конструктора.
- 1966—1968 — секретарь комитета ВЛКСМ завода.
- 1968—1974 — заместитель начальника цеха № 76 по изготовлению трубопроводов, сильфонов, сборок ПГС и СТР на РН «Протон», пилотируемых станций «Алмаз», «Салют».
- 1974—1976 — начальник цеха № 3 по изготовлению герметичных корпусов модификации изд. УР-100.
- 1976—1986 — начальник цеха № 22 (окончательной сборки) по изготовлению РН «Протон» и пилотируемых станций «Салют», «Алмаз» (ОПС, ТКС, ВА), комплекса «Мир».
- 1986—2003 -главный инженер завода ЗИХ (РКЗ).

с 2004 г. — первый заместитель главного инженера по созданию РН «Ангара» и руководитель работ по созданию многоцелевого лабораторного модуля для МКС.
При его непосредственном участии и руководстве совместно со специалистами завода, КБ «Салют», РКК «Энергия» и ЗЭМа, НПО «Машиностроения», НПО «Южмаш» и предприятий аппаратуры бортовых систем на заводе за эти годы созданы уникальные образцы РКТ, включая создание Российского сегмента на МКС — модулей «ФГБ — Заря» и "СМ — «Звезда».
С апреля 1993 года — в составе группы специалистов по проектированию МКС.
С 1995 года являлся членом совместной комиссии «Консультативно-экспертного совета Роскосмоса — Консультативного комитета НАСА» по МКС (комиссия Уткин В. Ф. (Анфимов Н.А.) — Т. Стаффорд).
В 2000 году избран членом-корреспондентом Российской и Международной инженерной академии.
Умер 6 октября 2014 года. Похоронен на Троекуровском кладбище

## Награды

### Награды Российской Федерации
- Орден «За заслуги перед Отечеством» IV степени (1996)[1].
- Премия Правительства Российской Федерации 1996 года в области науки и техники — за создание, экспериментальную отработку крупногабаритных тяжелых ракет — носителей космических аппаратов и их производство.
- Медаль «В память 850-летия Москвы» (1997).
- Государственная премия Российской Федерации 1999 года в области науки и техники — за работы, выполненные по оборонной тематике (за комплекс работ, выполненных на орбитальной станции «Мир» по российско-американским программам «Мир — Шаттл» и «Мир — НАСА»)[2].

### Награды СССР
- Орден «Трудового Красного знамени» (1976)
- Орден «Октябрьской Революции» (1982)
- Медаль «Ветеран труда» (1985)
- Государственная премия СССР 1989 года за работу в области космической техники